# Hôtel Beau-Rivage Palace
El Beau-Rivage Palace es un hotel de cinco estrellas o « palace ». Está situado al borde del lago Lemán en la zona de Ouchy de la ciudad suiza de Lausana. Fue inaugurado en 1861.
Pertenece al grupo Sandoz Foundation Hotels.

## Descripción
El Hotel Beau-Rivage fue edificado entre 1857 y 1861 siguiendo los planos de los arquitectos Achille de La Harpe y Jean-Baptiste Bertolini. Fue inaugurado el 24 de marzo de 1861, y comporta una arquitectura clásica. 
En los años 1906-1908, los arquitectos Louis Bezencenet y Maurice Schnell construyen un batimiento complementario de estilo neobarroco.
El batimiento está clasificado como bien de interés cultural de primera importancia.
En 1923, se firmó en el hotel el tratado que fijaba las fronteras de Turquía (tratado de Lausana).
En 2015, el hotel fue la sede de las negociaciones entre occidentales e iraníes sobre asuntos nucleares.

## Características
- 169 habitaciones, entre las cuales 33 suites y junior suites
- 1 restaurant gastronómico Anne-Sophie Pic, 1 cervecería « Café Beau-Rivage », 1 restaurant japonés « Le Miyako »
- Suite Lavaux : único ático-terraza del hotel con acceso privado (22 m²), vista panorámica sobre el lago, los Alpes y el parque. Superficie total de 300 m²
- Suite Spa : la sala de baño, enteramente de mármol, ofrece dos mesas de masaje, una bañera especial y un hamam.
- 13 salones de recepciones para organizar conferencias, recepciones, cocteles, galas y bodas.
- Spa Cinq Mondes 1 500 m, hamam, sauna. Abierto todos los días de 6 h 30 a 22 h.
- Sala de fitness, peluquería Shū Uemura
- Boutique, servicio de tintorería